# Хланюв
Хланюв (пол. Chłaniów) — село в Польщі, у гміні Жулкевка Красноставського повіту Люблінського воєводства.
Населення — 307 осіб (2011).
У 1975-1998 роках село належало до Замойського воєводства.

## Демографія
Демографічна структура станом на 31 березня 2011 року:
|          | Загалом | Допрацездатний вік | Працездатний вік | Постпрацездатний вік |
| -------- | ------- | ------------------ | ---------------- | -------------------- |
| Чоловіки | 137     | 27                 | 74               | 36                   |
| Жінки    | 170     | 22                 | 64               | 84                   |
| Разом    | 307     | 49                 | 138              | 120                  |